# Zakjesdragers
De zak(jes)dragers of zakrupsvlinders (Psychidae) zijn een familie van vlinders in de superfamilie Tineoidea. De familie telt ongeveer 600 tot 800 beschreven soorten. Hiervan komen er ongeveer 350 in Australië voor. Uit Midden-Europa zijn 94 soorten bekend, waarvan 24 in Nederland.

## Beschrijving
De afmeting varieert van minder dan 1 cm tot 15 cm bij enkele tropische soorten.
De cocons zijn kenmerkend voor de soort, waardoor de cocons een makkelijker kenmerk vormen voor het onderscheiden van de verschillende soorten, vaak makkelijker dan de rupsen zelf. Zo is de cocon bij het in de tropen voorkomende geslacht Eumeta zakvormig, en met evenwijdig lopende staafjes bezet. Soorten van het in Noord-Afrika voorkomende geslacht Amicta hebben torentjes met dwars geplaatste rechthoekjes.
De cocons van de primitievere soorten zijn vlak. Meer gespecialiseerde soorten tonen een grotere variatie in afmeting, vorm en samenstelling van de cocon. Vaak zijn de cocons aan de uiteinden versmald.
De larven kunnen zich met de voorpoten voortbewegen, kop en borststuk steken aan de voorzijde uit de cocon.
De volwassen mannetjes zijn sterke vliegers met goed ontwikkelde vleugels en geveerde/behaarde antennes.
Bij veel soorten missen de vrouwelijke exemplaren vleugels, wat de identificatie bemoeilijkt.
De vleugels missen de schubben die voor andere motten zo kenmerkend zijn; in plaats hiervan hebben ze een dunne haarbedekking.

## Ontwikkeling
De larven van de Psychidae bouwen kastjes of coconnetjes van zijde/spinseldraden en materialen uit de omgeving als zand, aarde, korstmossen of ander plantaardig materiaal. Omdat ze materiaal uit de omgeving gebruiken, hebben ze een schutkleur die het voor hun vijanden moeilijker maakt ze te vinden.
De larven van zakjesdragers beginnen met de bouw van de cocon zodra ze uit het ei komen, al voordat ze beginnen met eten. Het kastje wordt bij de groei van de larve aan de voorzijde uitgebreid. De ontlasting verlaat aan de achterzijde de cocon. Ook afgestroopte vervellingshuidjes verlaten hier het coconnetje. In de rupsfase zijn de larven, inclusief hun cocon, mobiel.
Wanneer de larve verzadigd is met voedsel, sluit hij de cocon af en gaat verpoppen. De coconnetjes worden tijdens de verpopping bevestigd aan vast substraat zoals rotsen of bomen.
Alleen de mannetjes verlaten het kastje ooit, om te vliegen en te paren.
Het volwassen vrouwtje komt voor de paring het kastje uit of blijft in het kastje terwijl het mannetje zijn achterlijf voor de paring in het kastje steekt.
Vrouwtjes leggen de eieren in hun cocon. De vrouwelijke Thyridopteryx ephemeraeformis, uit Amerika, sterft zonder de eitjes te leggen, de eitjes komen uit in het dode lichaam.
Bij enkele soorten komt ongeslachtelijke voortplanting voor, waarbij de eitjes zich ontwikkelen zonder mannelijke tussenkomst.
De generatieduur (lengte van de voortplantingscyclus) is een jaar.

## Voedsel
De larven van sommige soorten voeden zich met korstmossen, andere geven de voorkeur aan groene bladeren. De monddelen van de volwassen dieren zijn onderontwikkeld en ze kunnen zich hierdoor niet voeden.
In het larvenstadium steken de zakjesdragers hun hoofd en borststuk uit hun mobiele woning om de bladeren van hun waardplant te eten. Dit leidt vaak tot de dood van deze voedselplant. Bomen die met zakjesdragers besmet zijn, lijden toenemende schade aan hun gebladerte totdat ze uiteindelijk vrijwel kaal gegeten zijn. Sommige zakjesdragers zijn gespecialiseerd in een specifieke waardplant, andere eten verschillende bladeren. Sommige soorten eten ook kleine geleedpotigen zoals Pseudaonidia duplex.
Sommige soorten worden als insectenplaag beschouwd vanwege de schade aan bomen zoals Acacia baileyana in Zuid-Afrika en de sinaasappelboom in Florida. Bij vroege ontdekking kan het handmatig verwijderen van de kastjes een oplossing zijn. Wanneer dat te veel werk oplevert, worden insecticiden gebruikt.

## Vijanden
Vijanden zijn onder meer vogels en andere insecten. Vogels eten vaak de dode lichamen van de vrouwtjes, vol met eitjes. Omdat de eitjes hard zijn, passeren ze onbeschadigd de spijsvertering van de vogel, die zo de verspreiding van de soort over grote afstanden verzorgt.

## Voorkomen
Zakjesdragers worden over de gehele wereld aangetroffen, waarbij enkele soorten, zoals Thyridopteryx ephemeraeformis recent naar nieuwe continenten geëmigreerd zijn.

## Onderfamilies
- Arrhenophaninae Walsingham, 1913
- Epichnopteriginae Tutt, 1900
- Metisinae Dierl, 1972
- Naryciinae Tutt, 1900
- Oiketicinae Herrich-Schäffer, 1855
- Placodominae Sauter & Hättenschwiler, 1991
- Pseudarbelinae Clench, 1959
- Psychinae Boisduval, 1840
- Scoriodytinae Hättenschwiler, 1989
- Taleporiinae Herrich-Schäffer, 1857
- Typhoniinae Lederer, 1852

## Geslachten die niet in een onderfamilie zijn geplaatst
- Afropsyche Dierl, 1972
- Albidopsis Bourgogne, 1975
- Asynetha Bourgogne, 1977
- Chaliella Betrem, 1952
- Deloscopa Meyrick, 1934
- Diaphanopsyche Clench, 1959
- Dichromopsyche Clench, 1959
- Dierla Bourgogne, 1978
- Fallacipsyche Bourgogne, 1977
- Hyalarcta Meyrick & Lower, 1907
- Janseides Bourgogne, 1979
- Lepidoceropsyche Saigusa & Sugimoto, 2022[3]
- Lepidoscia Meyrick, 1893
- Malgassopsyche Bourgogne, 1984
- Monda Walker, 1865
- Naevipenna Davis, 1964
- Obtexocorytus Sobczyk, 2009
- Oecobia Scott, 1864[4]
- Pseudometisa Dierl, 1972
- Sphaericobathra Meyrick, 1933
- Trapezoritis Meyrick, 1932
- Tretoscopa Meyrick, 1916

## Enkele geslachten van in Nederland voorkomende soorten
- Bankesia Tutt, 1899
  - Bankesia conspurcatella (Zeller, 1850) - voorjaarszakdrager
- Canephora Hübner, 1822
  - Canephora hirsuta (Poda, 1761) - kleine reuzenzakdrager
- Dahlica Enderlein, 1912
  - Dahlica lichenella (Linnaeus, 1761) – algenzakdrager
  - Dahlica listerella (Linnaeus, 1758) – buikige zakdrager
  - Dahlica triquetrella (Hübner, 1813) – zandzakdrager
  - Dahlica sauteri (Hättenschwiler, 1977) – kleine zandzakdrager
- Diplodoma Zeller, 1852
  - Diplodoma laichartingella (Goeze, 1783) - dubbelzakdrager
- Epichnopterix Hübner, 1825
  - Epichnopterix plumella (Denis & Schiffermüller, 1775) - graszakdrager
- Luffia Tutt, 1899
  - Luffia lapidella (Goeze, 1783) - hoornzakdrager
- Proutia Tutt, 1899
  - Proutia betulina (Zeller, 1839) - sierlijke zakdrager
- Psyche Schrank, 1801
  - Psyche casta (Pallas, 1767) - gewone zakdrager
  - Psyche crassiorella Bruand, 1851 - hooglandzakdrager
- Taleporia Hübner, 1825
  - Taleporia tubulosa (Retzius, 1783) - sigaarzakdrager

## Afbeeldingen

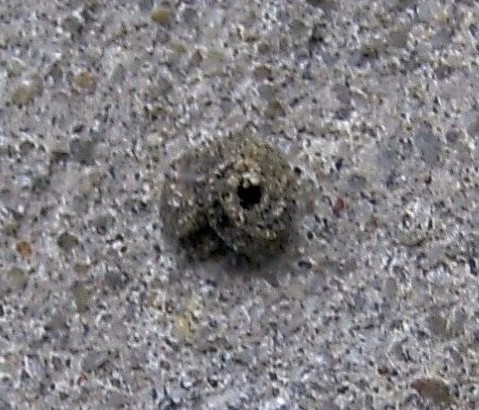
Slakkenhuiszakdrager Apterona helicoidella
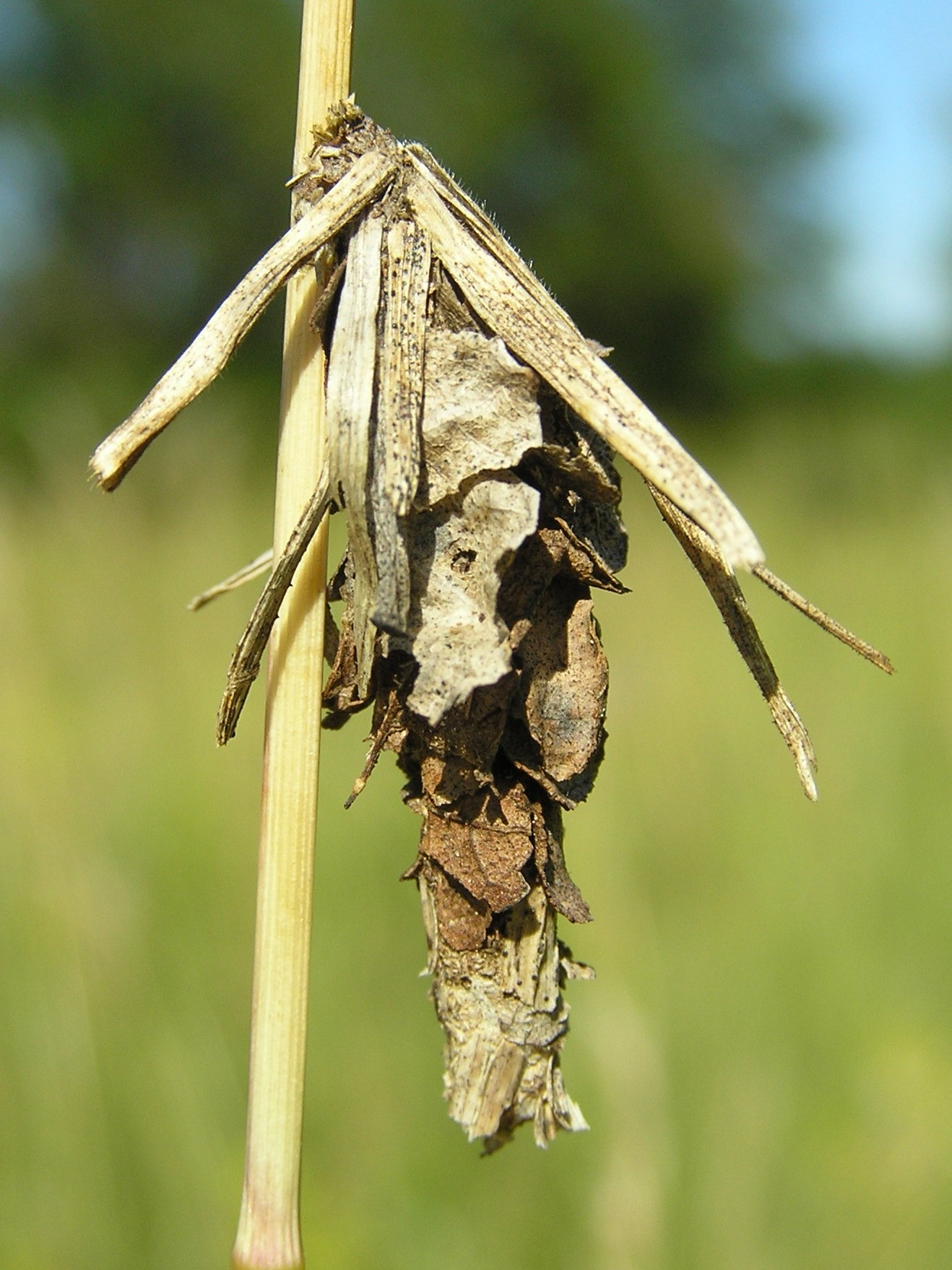
Kleine reuzenzakdrager Canephora hirsuta
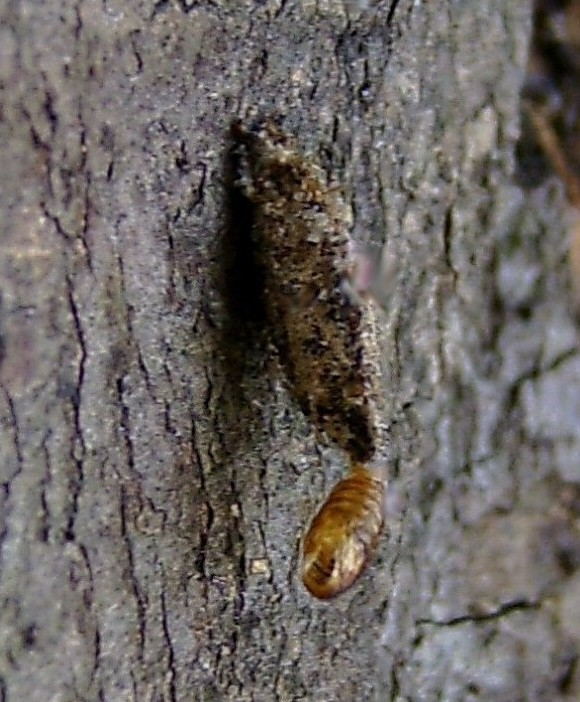
Zandzakdrager Dahlica triquetrella
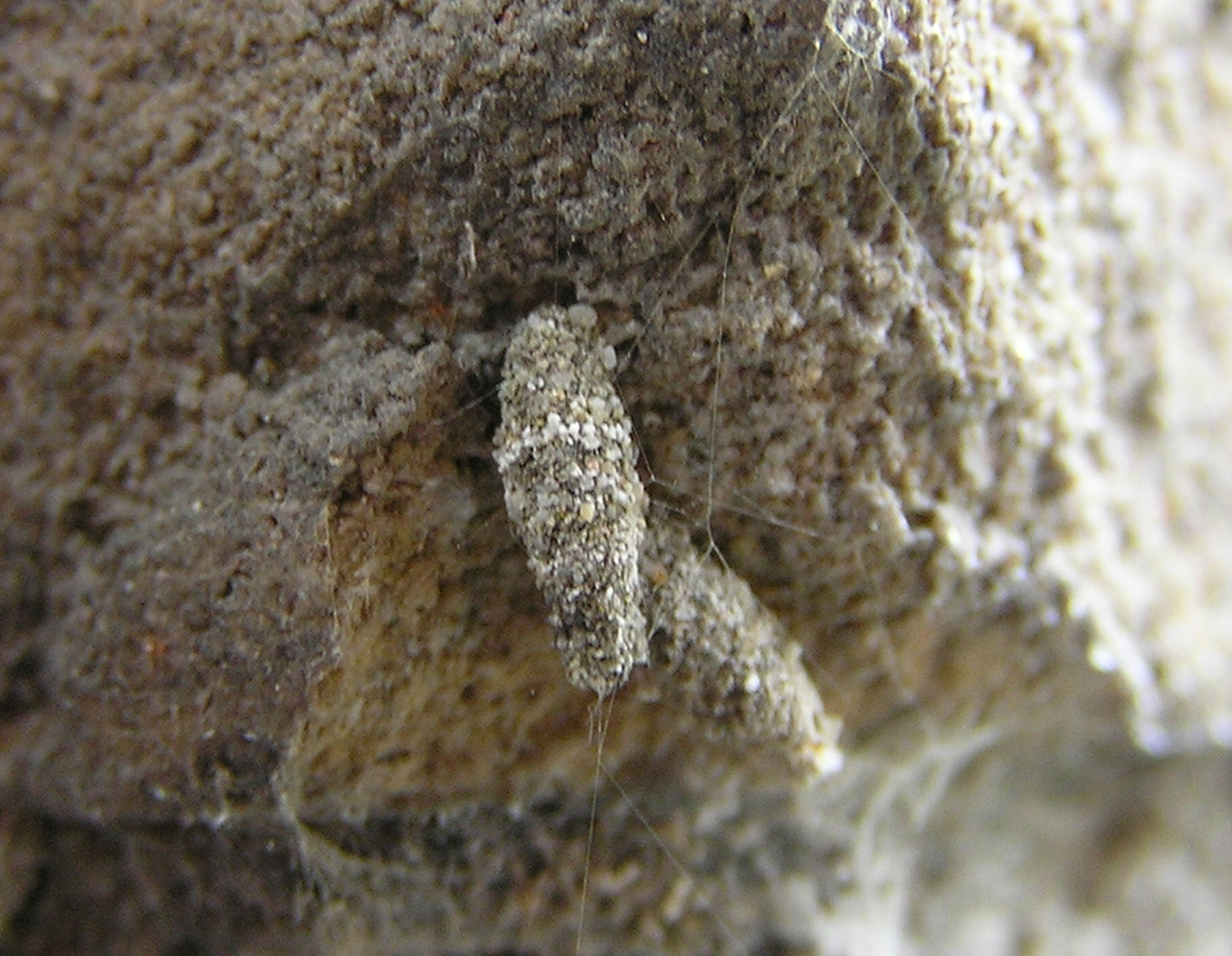
Hoornzakdrager Luffia lapidella
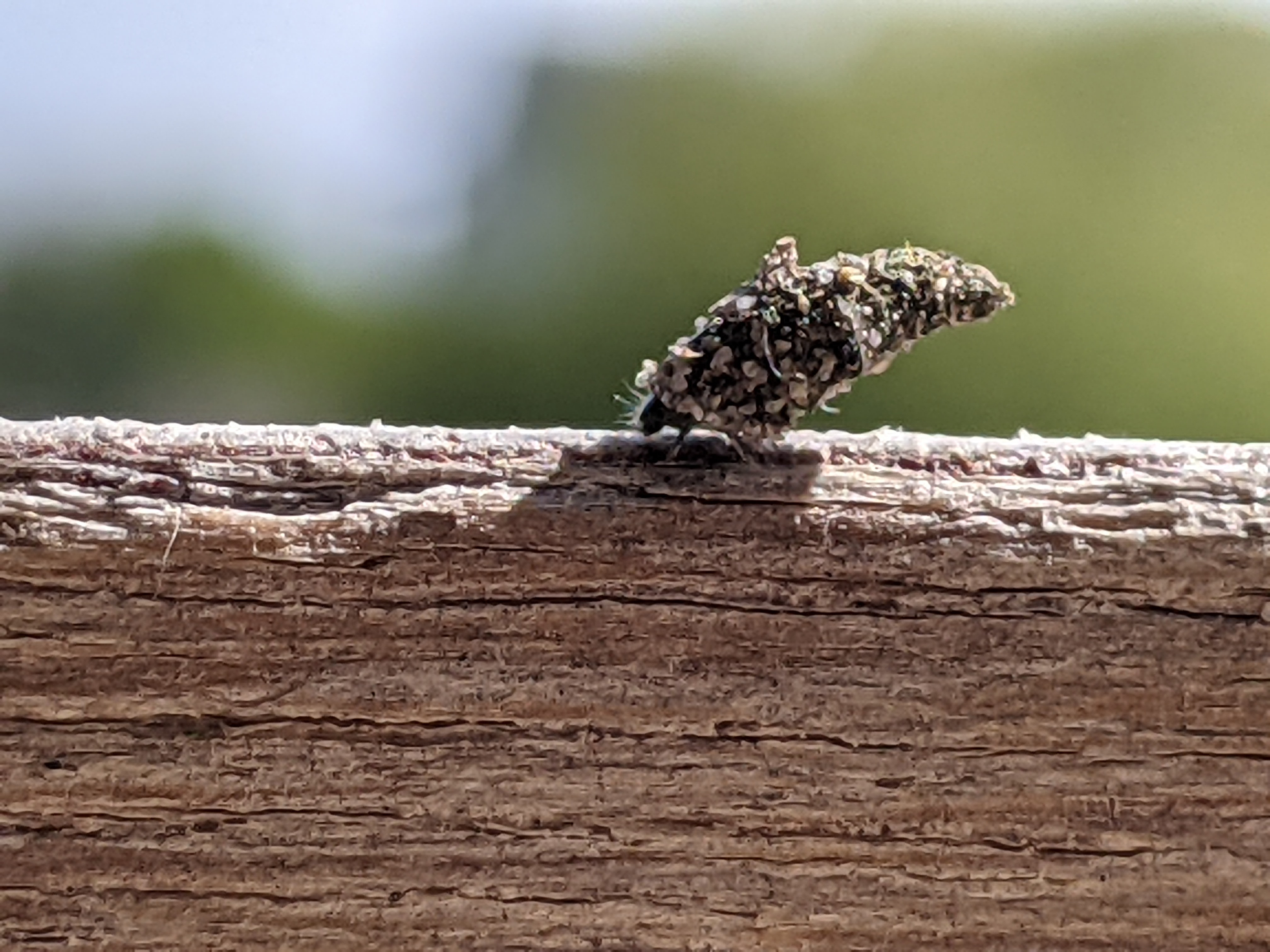
Hoornzakdrager Luffia lapidella
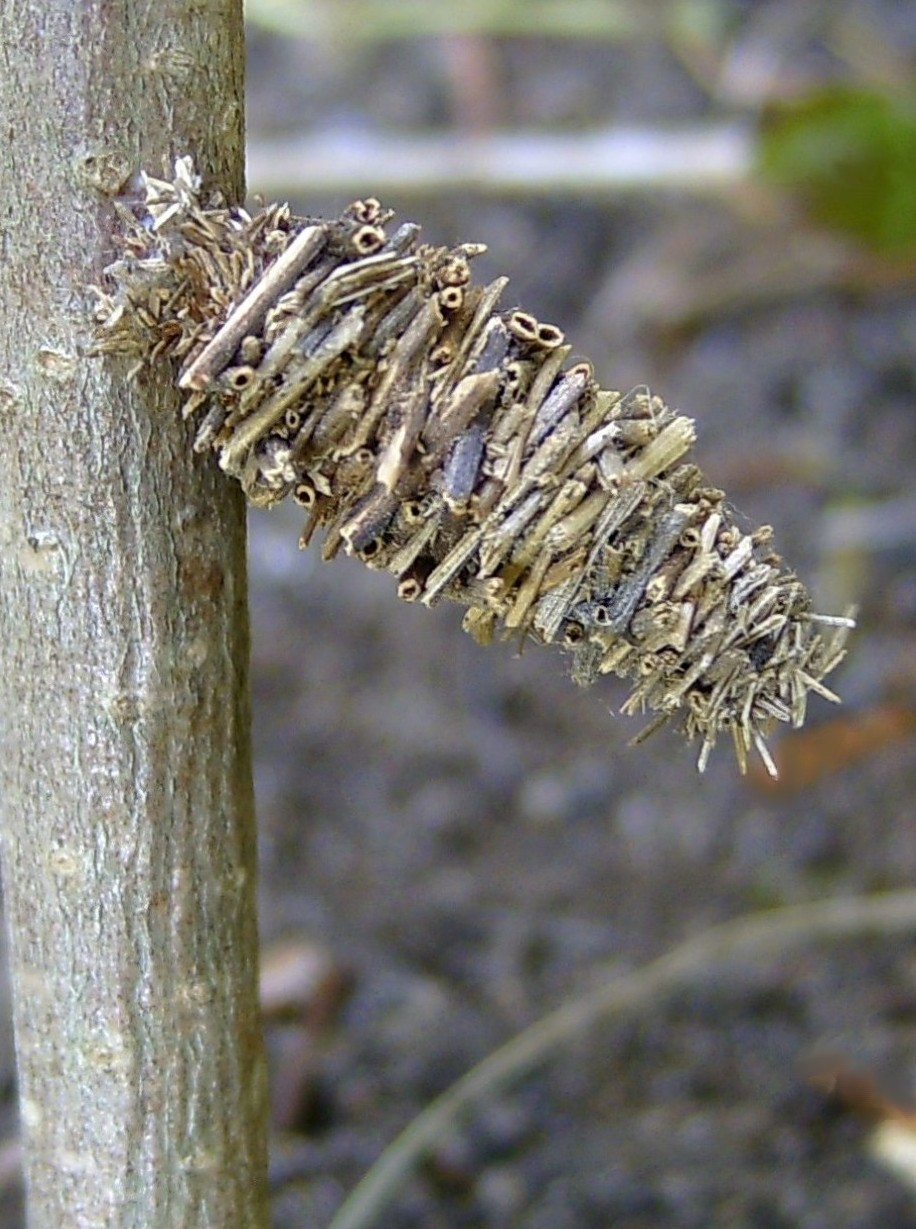
Megalophanes viciella
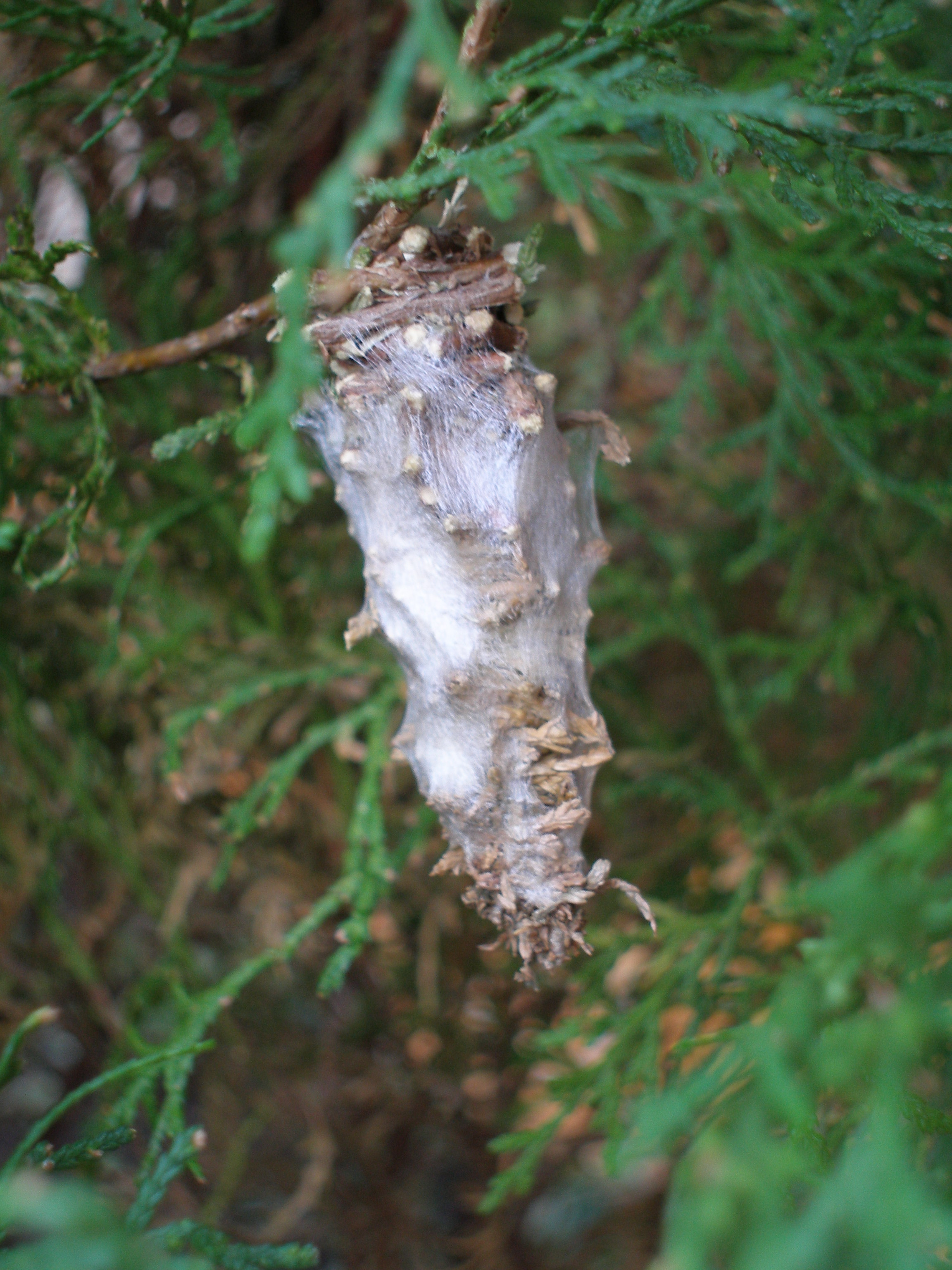
Oiketicus kirbyi
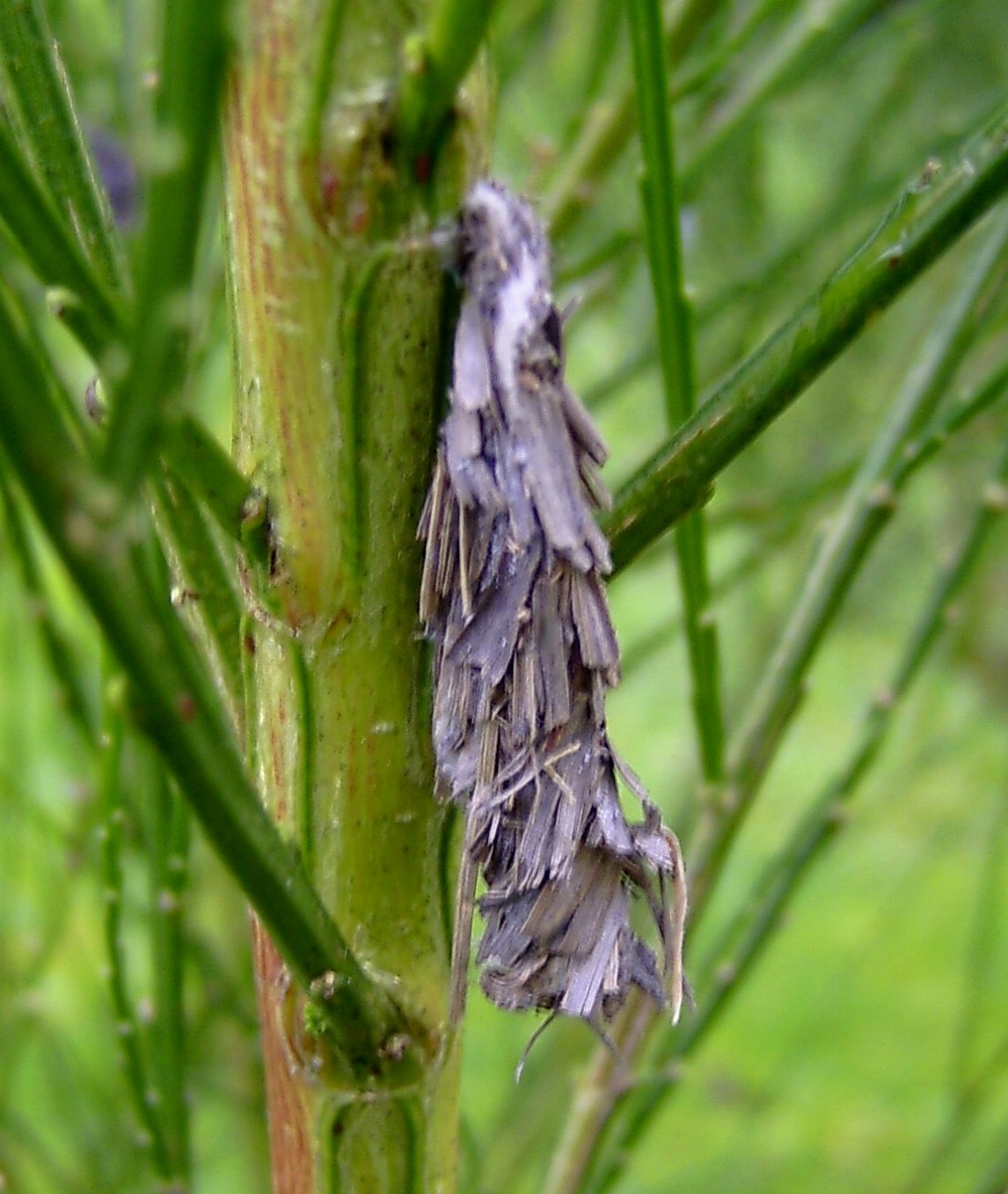
Grote reuzenzakdrager Pachythelia villosella
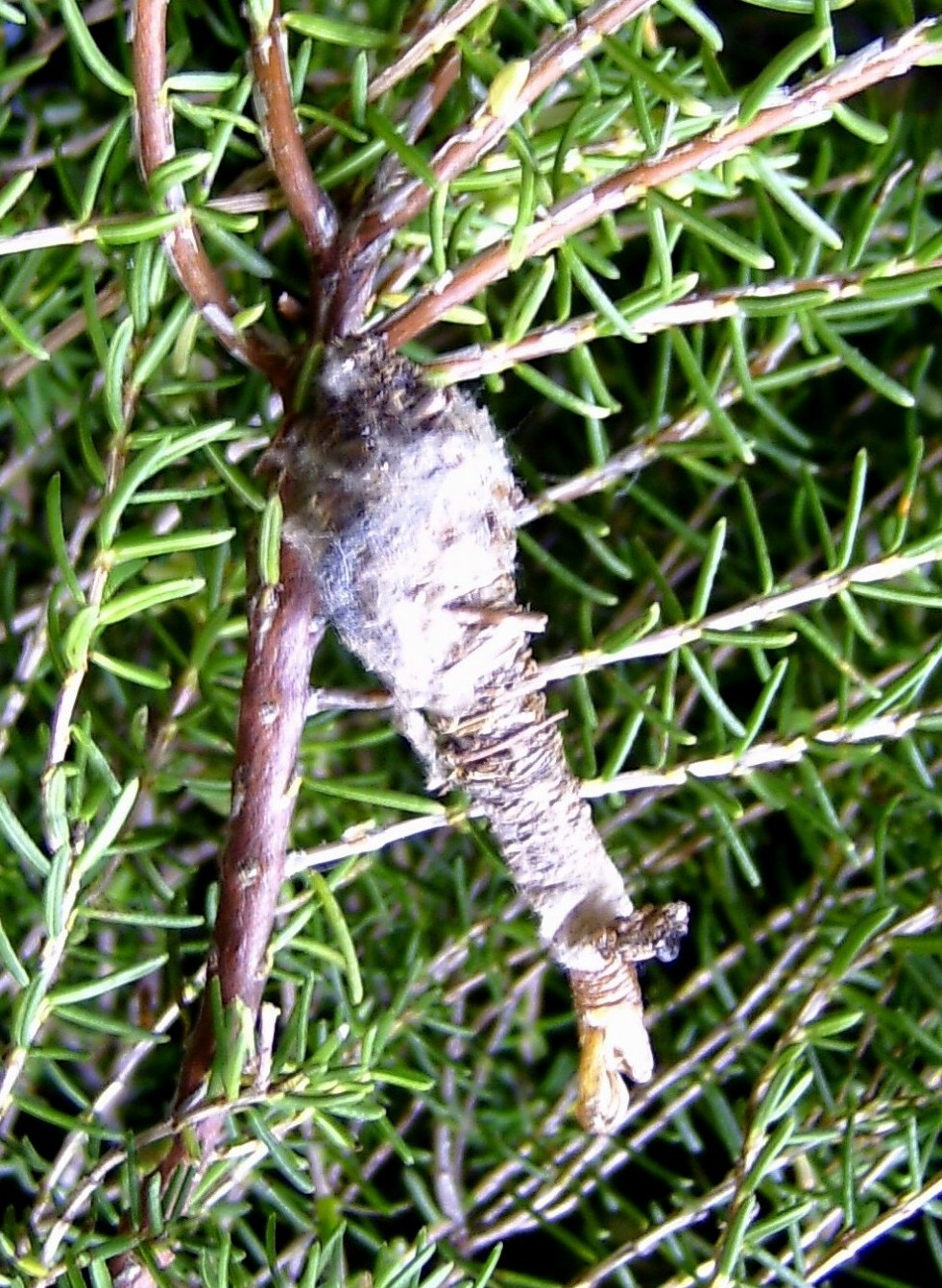
Veenheidezakdrager Phalacropterix graslinella
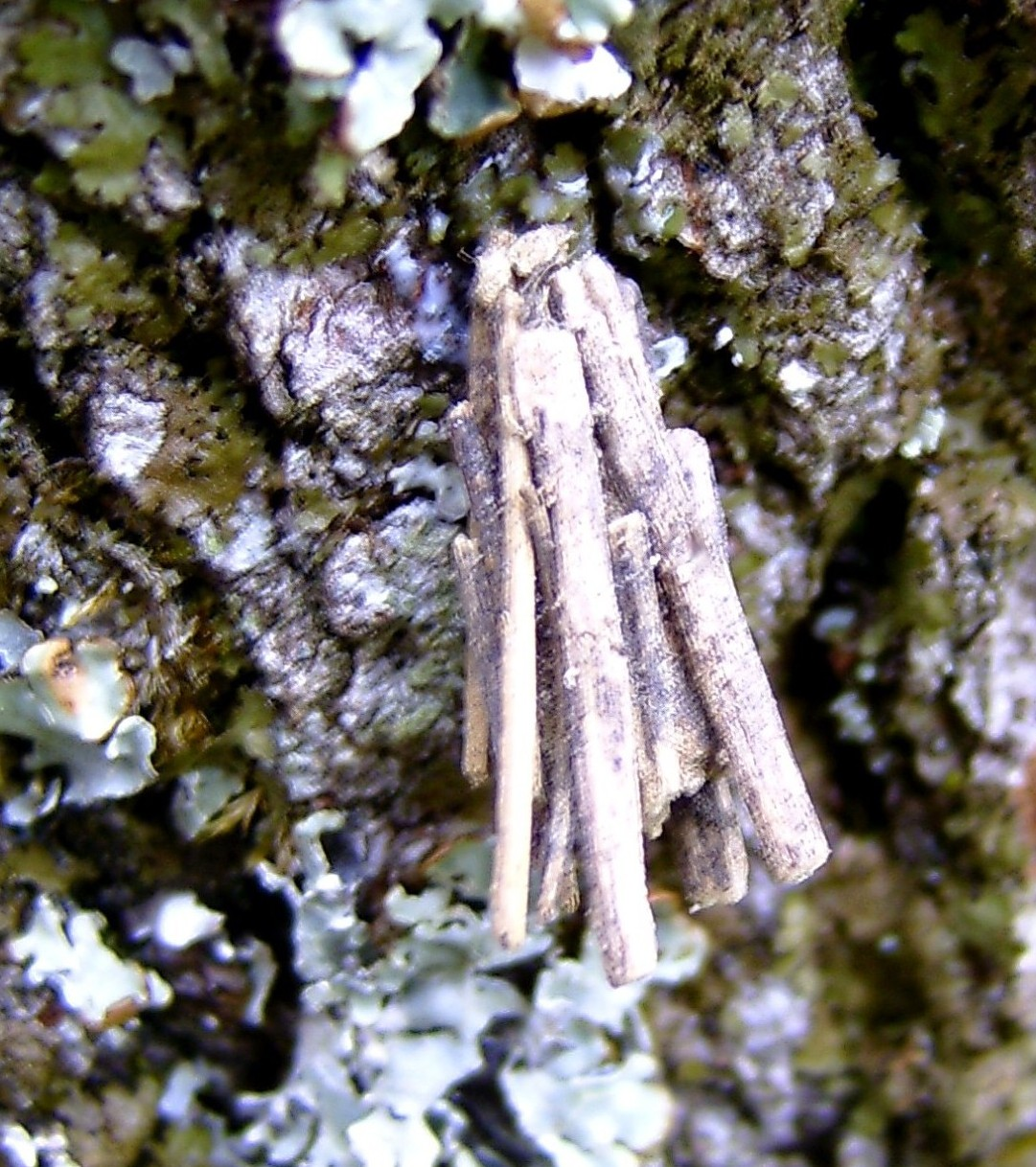
Hooglandzakdrager Psyche crassiorella
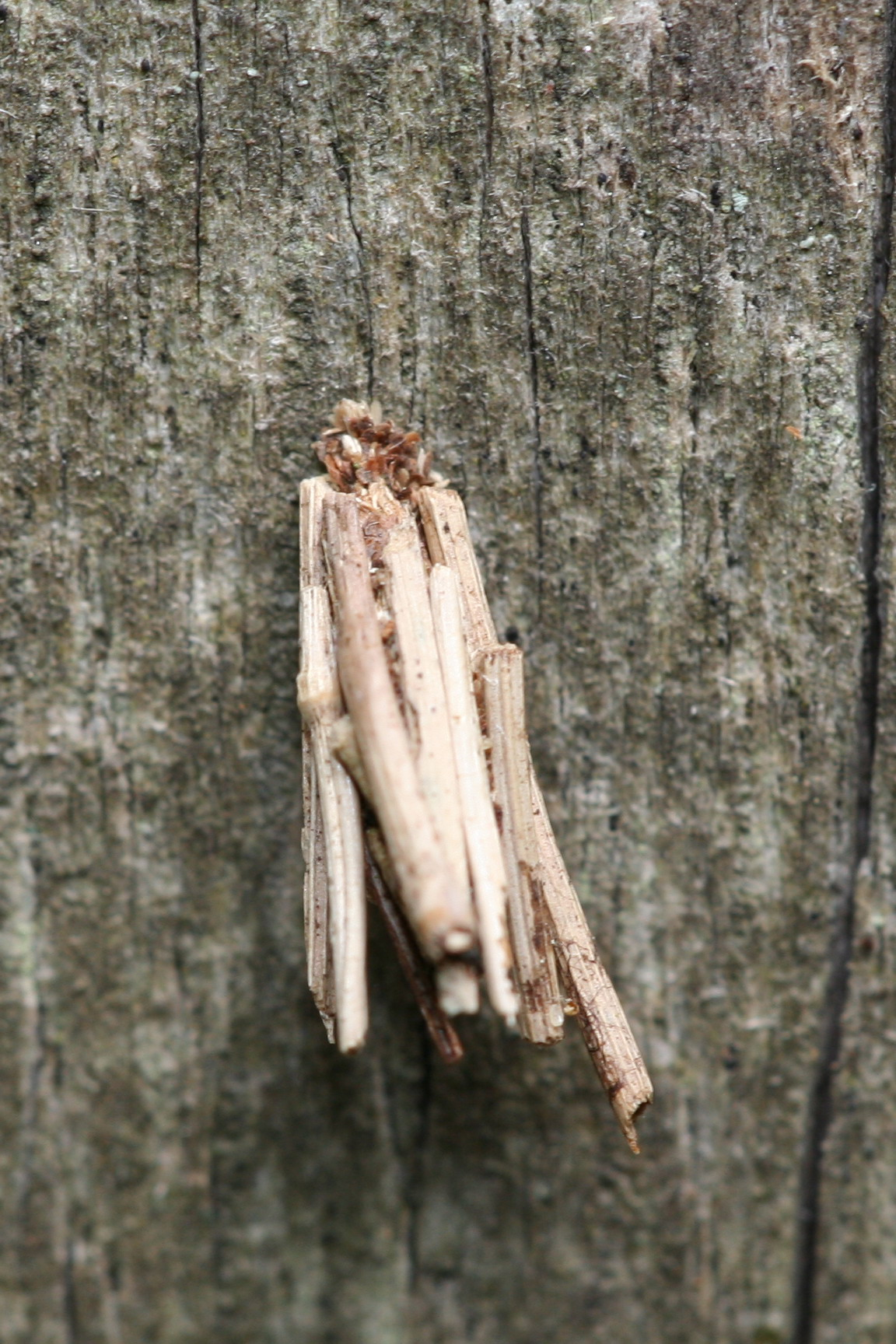
Gewone zakdrager Psyche casta
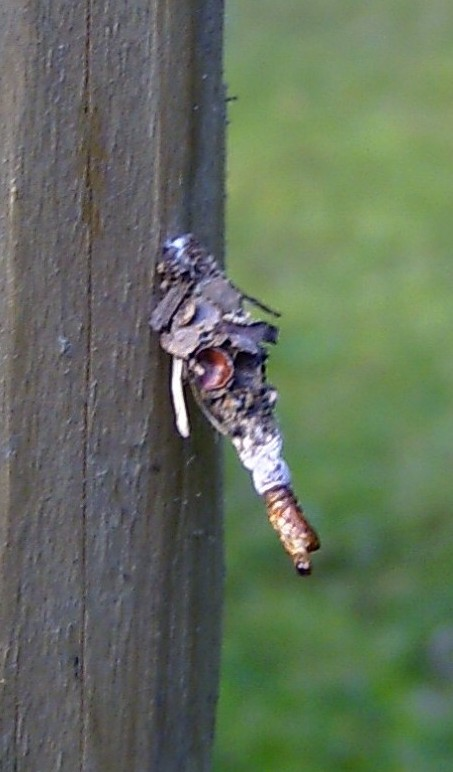
Grijze heidezakdrager Sterrhopterix fusca
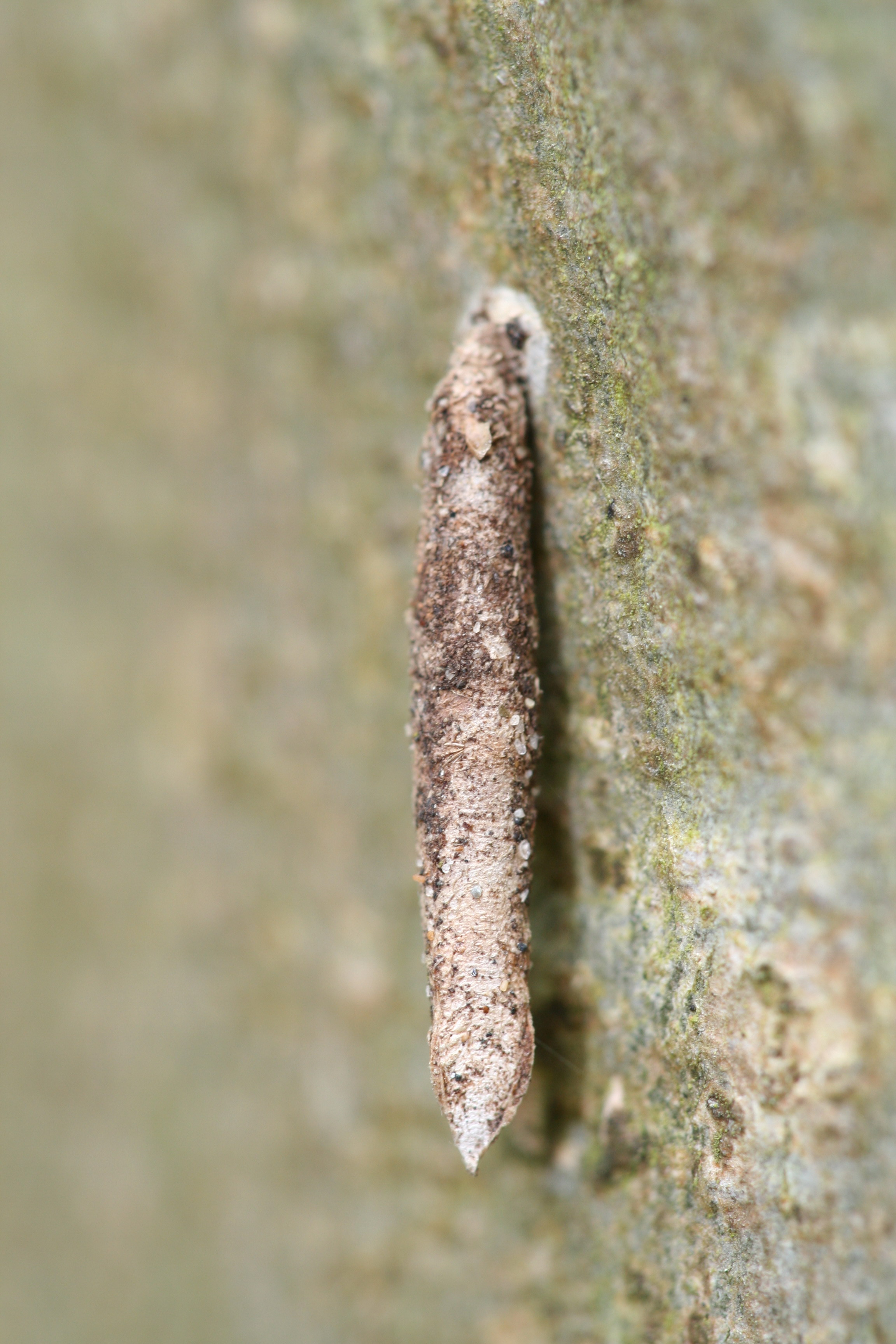
Sigaarzakdrager Taleporia tubulosa
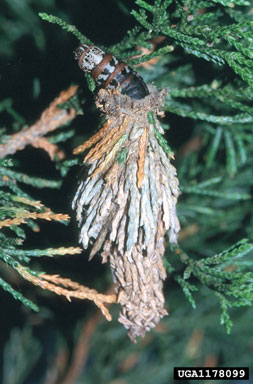
Thyridopteryx ephemeraeformis